# Tocqueville (Manche)
Pour les articles homonymes, voir Tocqueville.
Tocqueville est une commune française, située dans le département de la Manche en région Normandie, peuplée de 257 habitants.

## Géographie

### Localisation
La commune est située dans le nord-est de la péninsule du Cotentin. Son bourg est à 4 km à l'est de Saint-Pierre-Église, à 5 km à l'ouest de Barfleur et à 10 km au nord de Quettehou.
Les communes limitrophes sont Clitourps, Gatteville-le-Phare, Sainte-Geneviève, Valcanville, Varouville et Vicq-sur-Mer.

### Géologie et relief
Le point culminant (71 m) se situe en limite ouest, près du carrefour des Mares. Le point le plus bas (8 m) correspond à la sortie du ruisseau de la Couplière du territoire, au nord. La commune est bocagère.

### Hydrographie
La commune est située dans le bassin Seine-Normandie. Elle est drainée par le ruisseau de Cliquempoix, le ruisseau de la Coupliere, le fossé 01 de la Piarderie et le fossé 01 du Carrefour Mesnage,,.

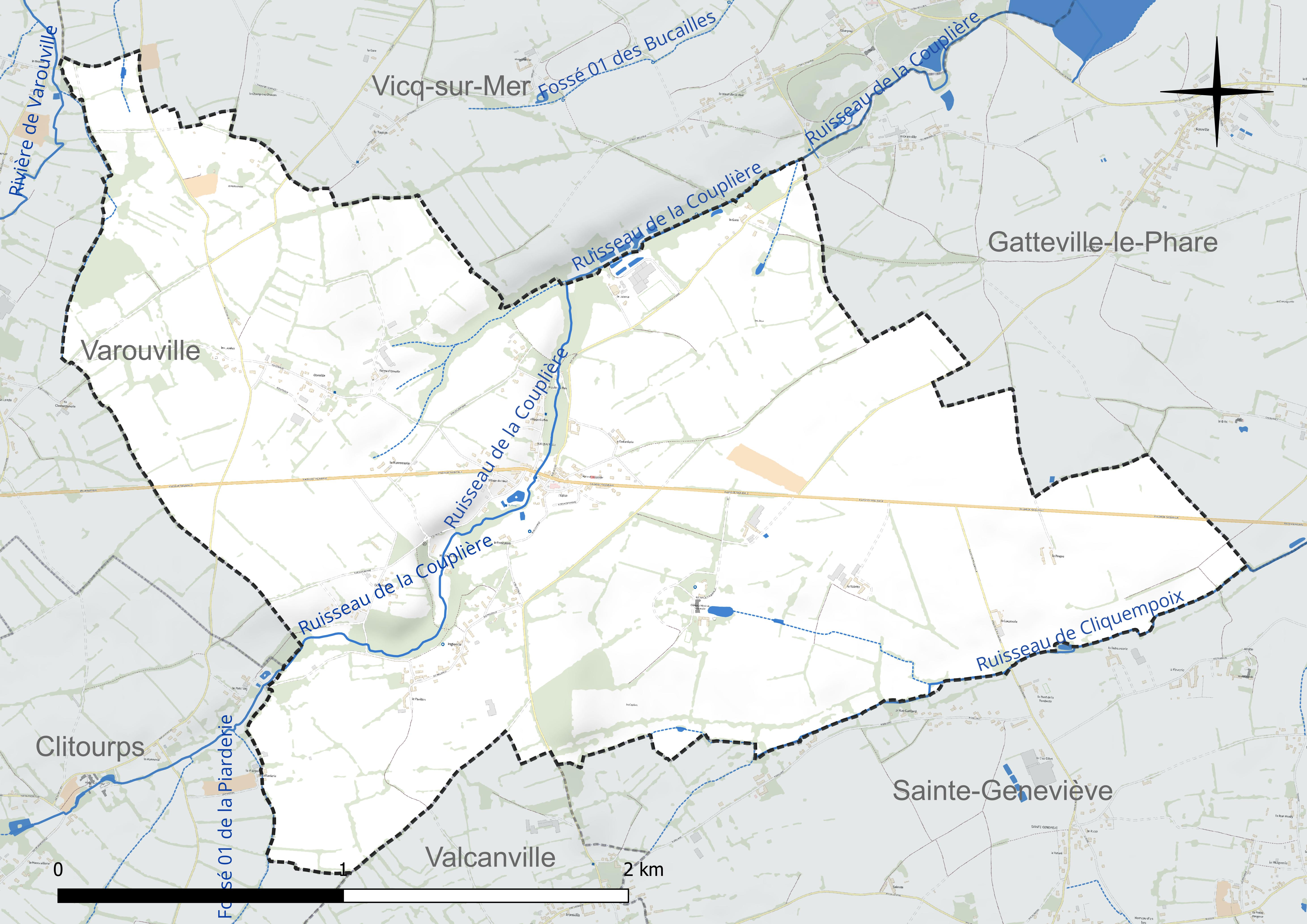
Réseau hydrographique de Tocqueville.

### Climat
Pour des articles plus généraux, voir Climat de la Normandie et Climat de la Manche.
En 2010, le climat de la commune est de type climat océanique franc, selon une étude du CNRS s'appuyant sur une série de données couvrant la période 1971-2000. En 2020, Météo-France publie une typologie des climats de la France métropolitaine dans laquelle la commune est exposée à un climat océanique et est dans la région climatique  Normandie (Cotentin, Orne), caractérisée par une pluviométrie relativement élevée (850 mm/a) et un été frais (15,5 °C) et venté. Parallèlement le GIEC normand, un groupe régional d’experts sur le climat, différencie quant à lui, dans une étude de 2020, trois grands types de climats pour la région Normandie, nuancés à une échelle plus fine par les facteurs géographiques locaux. La commune est, selon ce zonage, exposée à un « climat maritime », correspondant au Cotentin et à l'ouest du département de la Manche, frais, humide et pluvieux, où les contrastes pluviométrique et thermique sont parfois très prononcés en quelques kilomètres quand le relief est marqué.
Pour la période 1971-2000, la température annuelle moyenne est de 11 °C, avec une amplitude thermique annuelle de 10,7 °C. Le cumul annuel moyen de précipitations est de 952 mm, avec 14,2 jours de précipitations en janvier et 7,8 jours en juillet. Pour la période 1991-2020, la température moyenne annuelle observée sur la station météorologique la plus proche, située sur la commune de Gatteville-le-Phare à 4 km à vol d'oiseau, est de 11,6 °C et le cumul annuel moyen de précipitations est de 866,7 mm,. Pour l'avenir, les paramètres climatiques de la commune estimés pour 2050 selon différents scénarios d’émission de gaz à effet de serre sont consultables sur un site dédié publié par Météo-France en novembre 2022.

## Urbanisme

### Typologie
Au 1er janvier 2024, Tocqueville est catégorisée commune rurale à habitat dispersé, selon la nouvelle grille communale de densité à sept niveaux définie par l'Insee en 2022.
Elle est située hors unité urbaine.
Par ailleurs la commune fait partie de l'aire d'attraction de Cherbourg-en-Cotentin, dont elle est une commune de la couronne,. Cette aire, qui regroupe 77 communes, est catégorisée dans les aires de 50 000 à moins de 200 000 habitants,.

### Occupation des sols
L'occupation des sols de la commune, telle qu'elle ressort de la base de données européenne d’occupation biophysique des sols Corine Land Cover (CLC), est marquée par l'importance des territoires agricoles (100 % en 2018), une proportion identique à celle de 1990 (100 %).
La répartition détaillée en 2018 est la suivante : terres arables (56,9 %), prairies (27,3 %), zones agricoles hétérogènes (15,8 %).

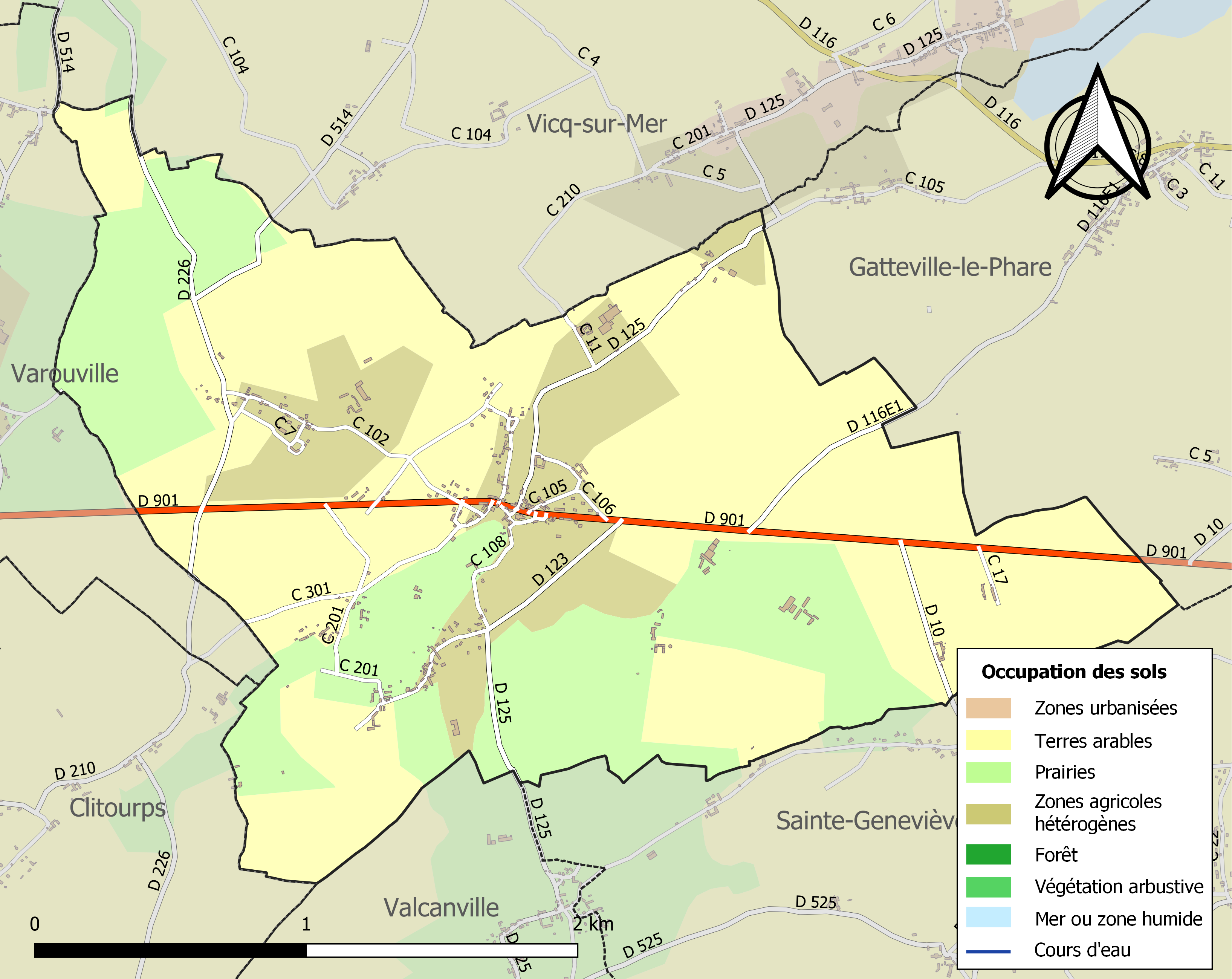
Carte des infrastructures et de l'occupation des sols de la commune en 2018 (CLC).

L'évolution de l’occupation des sols de la commune et de ses infrastructures peut être observée sur les différentes représentations cartographiques du territoire : la carte de Cassini (XVIIIe siècle), la carte d'état-major (1820-1866) et les cartes ou photos aériennes de l'IGN pour la période actuelle (1950 à aujourd'hui).

## Toponymie
Le nom de la localité est attesté sous les formes Tokevilla vers 1165 et Toquevilla vers 1180,.
Ce type toponymique répandu en Normandie est basé sur l'anthroponyme norrois Toki,,,, cependant Toki est plutôt la forme prise par l'ancien danois, l'ancien norrois notant Tóki (islandais Tóki).
Il est suivi de l'appellatif ancien français vile (> français moderne ville) dans son sens originel de « domaine rural » issu du latin villa rustica.

## Histoire

### Moyen Âge
Au XIIe siècle, la paroisse relevait de l'honneur de Néhou.
La baronnie de Réville, dont le chef était assis en la paroisse de Réville, fief ou membre de fief de haubert tenue du roi par les religieux de Fontaine-Daniel, s'étendait sur les paroisses de Tocqueville, Anneville-en-Saire, Gatteville et environs.

#### Foire médiévale
Au Moyen Âge, il s'y tenait une foire rurale annuelle.

### Temps modernes
Gilles de Gouberville (1521-1578), sieur du Mesnil-au-Val s'approvisionne en pierre à couvrir (schiste bleu du Cotentin) dans une carrière située à Tocqueville.
En 1567, Jean Le Verrier, écuyer, sieur de Tocqueville, est taxé pour ce fief de 16 livres dans le rôle des nobles et roturiers, au titre du ban et de l'arrière ban de la vicomté de Coutances, réalisé par Gilles Dancel, seigneur d'Audouville, lieutenant général du bailli de Cotentin, tenu à Coutances les 20-22 octobre, à la suite de son mariage en 1558 avec Françoise du Mesnil, dame de Tocqueville, fille et unique héritière de Michel du Mesnil, écuyer, sieur de Tocqueville et du Breuil. Le fief de Tocqueville, demi-fief de haubert, qui était tenu du roi sous la baronnie et vicomté de Saint-Sauveur-le-Vicomte, avait des extensions sur Néville, Gatteville, Valcanville, Sainte-Geneviève, Saint-Pierre-Église et Varouville. Dans le même rôle, Guillaume et Richard Le Roux, sieurs d'Auville, sont taxés de 6 livres pour ce fief qui valait un huitième de haubert, relevait du fief de Vauville, et avait des extensions sur Gatteville, Sainte-Geneviève et Clitourps, et, Jacques Le Roux, écuyer, sieur d'Ozeville, est taxé pour ce fief de 10 livres. Le fief d'Ozeville à Tocqueville qui valait un huitième de fief de haubert, était tenu du roi sous le tiers de la baronnie de Néhou.

### Époque contemporaine
Gabriel du Mesnildot, qui avait émigré, reprit possession de ses biens et dut affronter, à propos de l'étang de Gattemare, un procès contre les communes de Gouberville, Gatteville et Tocqueville, qui ne se terminera qu'en 1842.

## Politique et administration
| Période                                  | Période    | Identité                        | Étiquette | Qualité                  |
| ---------------------------------------- | ---------- | ------------------------------- | --------- | ------------------------ |
| 1790                                     | 1791       | Nicolas Rouxel                  |           |                          |
| 1791                                     | 1792       | Bernardin Rouxel                |           |                          |
| 1792                                     | 1794       | Jacques Le Gangneur             |           |                          |
| 1794                                     | 1795       | André Saillard                  |           |                          |
| 1795                                     | 1797       | Bernardin Rouxel                |           |                          |
| 1797                                     | 1798       | Jacques Doublez                 |           |                          |
| 1798                                     | 1798       | Bon Corbin                      |           |                          |
| 1798                                     | 1800       | Charles Bon Doublet             |           |                          |
| 1800                                     | 1816       | Bernardin Rouxel                |           |                          |
| 1816                                     | 1821       | Jacques Pesnelle                |           |                          |
| 1821                                     | 1823       | Jacques Doublez                 |           |                          |
| 1823                                     | 1830       | Charles Birette                 |           |                          |
| 1830                                     | 1860       | Jean Rouxel                     |           |                          |
| 1860                                     | 1865       | Pierre Lefèvre                  |           |                          |
| 1865                                     | 1870       | Bernardin Rouxel                |           |                          |
| 1870                                     | 1871       | Bienaimé Lecrivain              |           |                          |
| 1871                                     | 1872       | Jean Rouxel                     |           |                          |
| 1872                                     | 1893       | Bernardin Rouxel                |           |                          |
| 1894                                     | 1899       | Gustave Lefèvre                 |           |                          |
| 1899                                     | 1908       | Christian Clérel de Tocqueville |           | Châtelain de Tocqueville |
| 1908                                     | 1912       | Léon Debroize                   |           |                          |
| 1912                                     | 1924       | Christian Clérel de Tocqueville |           | Châtelain de Tocqueville |
| 1924                                     | 1944       | René Clérel de Tocqueville      |           | Châtelain de Carneville  |
| 1945                                     | 1953       | Paul Roupsard                   |           |                          |
| 1953                                     | 1989       | Maurice Anthouard               |           | Agriculteur              |
| 1989                                     | 2001       | Charles Guérard                 |           |                          |
| 2001                                     | avril 2014 | Michel Leclerc                  | SE        | Agriculteur              |
| avril 2014                               | En cours   | Chantal Ducouret                | SE        | Auxiliaire ambulancière  |
| Les données manquantes sont à compléter. |            |                                 |           |                          |

Le conseil municipal est composé de onze membres dont le maire et deux adjoints.

## Population et société
Les habitants de la commune sont appelés les Tocquevillais.

### Démographie
L'évolution du nombre d'habitants est connue à travers les recensements de la population effectués dans la commune depuis 1793. Pour les communes de moins de 10 000 habitants, une enquête de recensement portant sur toute la population est réalisée tous les cinq ans, les populations de référence des années intermédiaires étant quant à elles estimées par interpolation ou extrapolation. Pour la commune, le premier recensement exhaustif entrant dans le cadre du nouveau dispositif a été réalisé en 2005.
En 2022, la commune comptait 257 habitants, en évolution de −8,87 % par rapport à 2016 (Manche : −0,31 %, France hors Mayotte : +2,11 %).
Tocqueville a compté jusqu'à 785 habitants en 1821.
| 1793 | 1800 | 1806 | 1821 | 1831 | 1836 | 1841 | 1846 | 1851 |
| ---- | ---- | ---- | ---- | ---- | ---- | ---- | ---- | ---- |
| 732  | 724  | 733  | 785  | 745  | 757  | 727  | 645  | 690  |

| 1856 | 1861 | 1866 | 1872 | 1876 | 1881 | 1886 | 1891 | 1896 |
| ---- | ---- | ---- | ---- | ---- | ---- | ---- | ---- | ---- |
| 647  | 620  | 550  | 502  | 476  | 456  | 475  | 478  | 443  |

| 1901 | 1906 | 1911 | 1921 | 1926 | 1931 | 1936 | 1946 | 1954 |
| ---- | ---- | ---- | ---- | ---- | ---- | ---- | ---- | ---- |
| 420  | 398  | 364  | 385  | 371  | 359  | 348  | 305  | 291  |

| 1962 | 1968 | 1975 | 1982 | 1990 | 1999 | 2005 | 2006 | 2010 |
| ---- | ---- | ---- | ---- | ---- | ---- | ---- | ---- | ---- |
| 309  | 310  | 299  | 291  | 300  | 280  | 275  | 273  | 260  |

| 2015 | 2020 | 2022 | - | - | - | - | - | - |
| ---- | ---- | ---- | - | - | - | - | - | - |
| 282  | 266  | 257  | - | - | - | - | - | - |

### Sports et loisirs
L'Élan de Tocqueville fait évoluer une équipe en Ligue de Normandie et deux équipes de football en divisions de district. Tocqueville joue ses matchs à domicile sur le stade communautaire de Saint-Pierre-Église doté d'une pelouse synthétique.

## Culture locale et patrimoine

### Lieux et monuments
- Église Saint-Laurent des XIIIe, XVe – XIXe siècles. Bâtie en pierre, elle date du XVe siècle à l'exception du clocher de style roman avec son toit en bâtière qui a été surélevé en 1895[42]. L'édifice abrite un tableau du XVIIe le Sacrifice d'Abraham classé au titre objet aux monuments historiques[43], et plusieurs œuvres inscrites[44] dont une statue de sainte Marthe et des fonts baptismaux du XVIIIe[45], un maître-autel du XIXe, un lutrin du XVIIIe, une Vierge à l'Enfant du XVe, une verrière du XIXe de L. Mazuet[46].

Dans le cimetière adjacent, contenu dans un mur d'enceinte, se trouve le caveau des comtes de Tocqueville dans lequel est enterré Alexis.
- Croix de cimetière du XVIIe siècle, et if funéraire.
- Ancien presbytère du XVIIIe siècle.
- Château de Tocqueville des XVIe, XVIIIe – XIXe siècles classé au titre des monuments historiques[47]. Il abrite diverses œuvres classées[48]. Il fut la demeure d'Alexis de Tocqueville. C'est au château qu'est remis le prix Alexis-de-Tocqueville crée en 1979 par Pierre Godefroy avec Alain Peyrefitte.
- Manoir d'Ozeville des XVIe – XIXe siècles. Lorsque la Révolution éclate, le manoir est occupé par Jean-François, comte du Moncel[Note 5], capitaine des gardes françaises, et sa sœur. Ayant émigré, tous ce qu'il possédait à Tocqueville est vendu, bien que sa mère et sa sœur soient restées[49].
- Manoirs de la Valette des XVIe – XVIIe siècles, de la Roque du XVIIe siècle, de Birette du XVIe siècle.
- Ancienne laiterie du Val-de-Saire créée en 1909 par le baron Alonzes d'Espinose. Elle a été transformée en gîtes et chambres d'hôtes.
- Buste en bronze d'Alexis de Tocqueville réalisé par Ernest-Charles Diosi, situé rue Alexis-de-Tocqueville (RD 901), au bord du parking. Il est inauguré le 30 août 1936[50] selon le buste daté de 1850 de Brion. René de Tocqueville le fait déboulonner en 1943, pour le sauver de la fonte, décidée par les autorités dans le cadre de la mobilisation des métaux non ferreux. Il le confie au sacristain Hyacinthe Anfray, qui le cache chez lui dans la chambre de sa fille, puis dans un fenil, puis l'enterre dans son potager à Ozeville[réf. nécessaire]. Sous le buste, une plaque surmontée des armes des Clérel : d'argent à la fasce de sable accompagnée de trois merlettes de sable et de trois tourteaux d'azur en pointe, 2 et 1 et d'une couronne de comte[50].

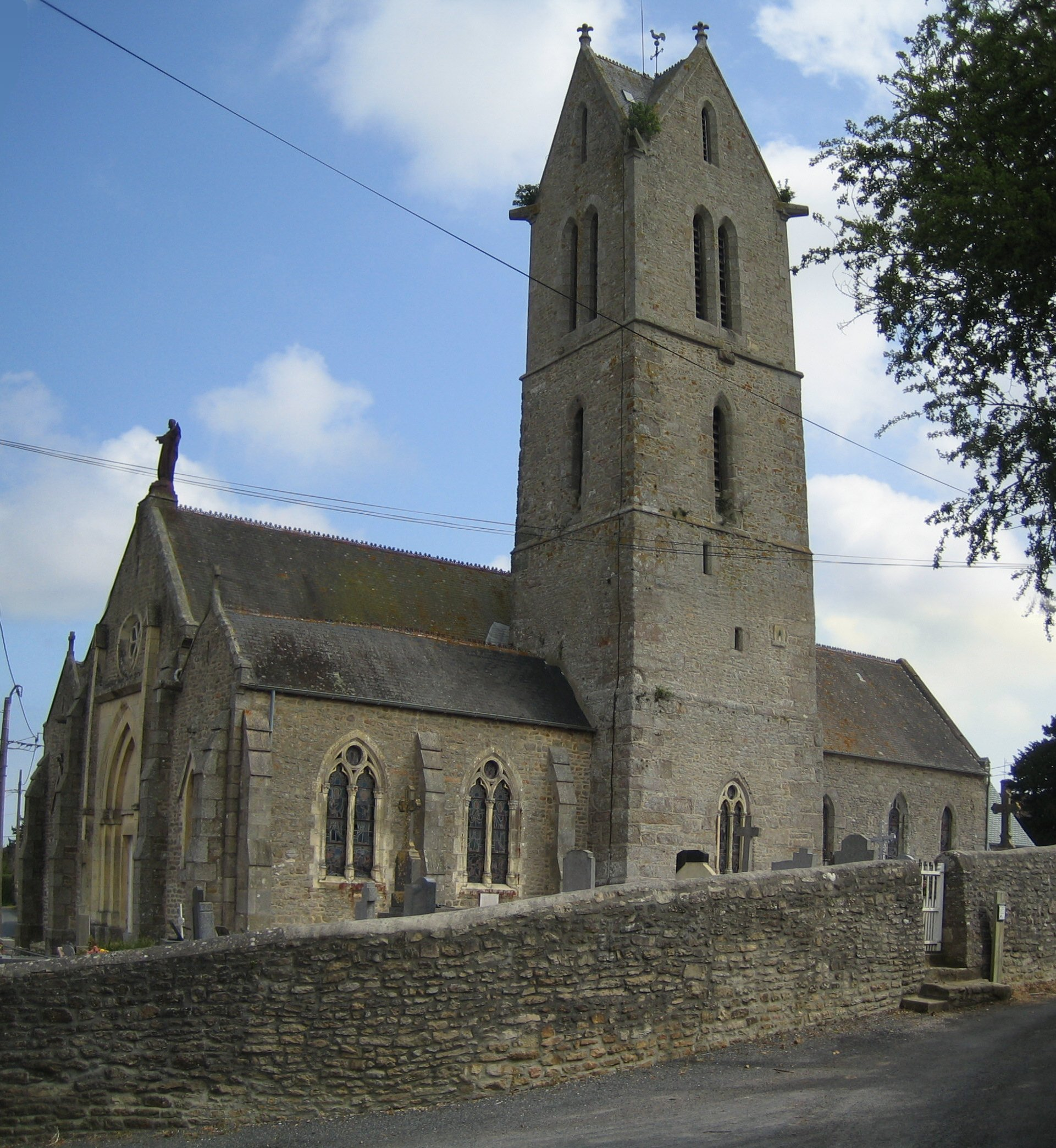
L'église Saint-Laurent.
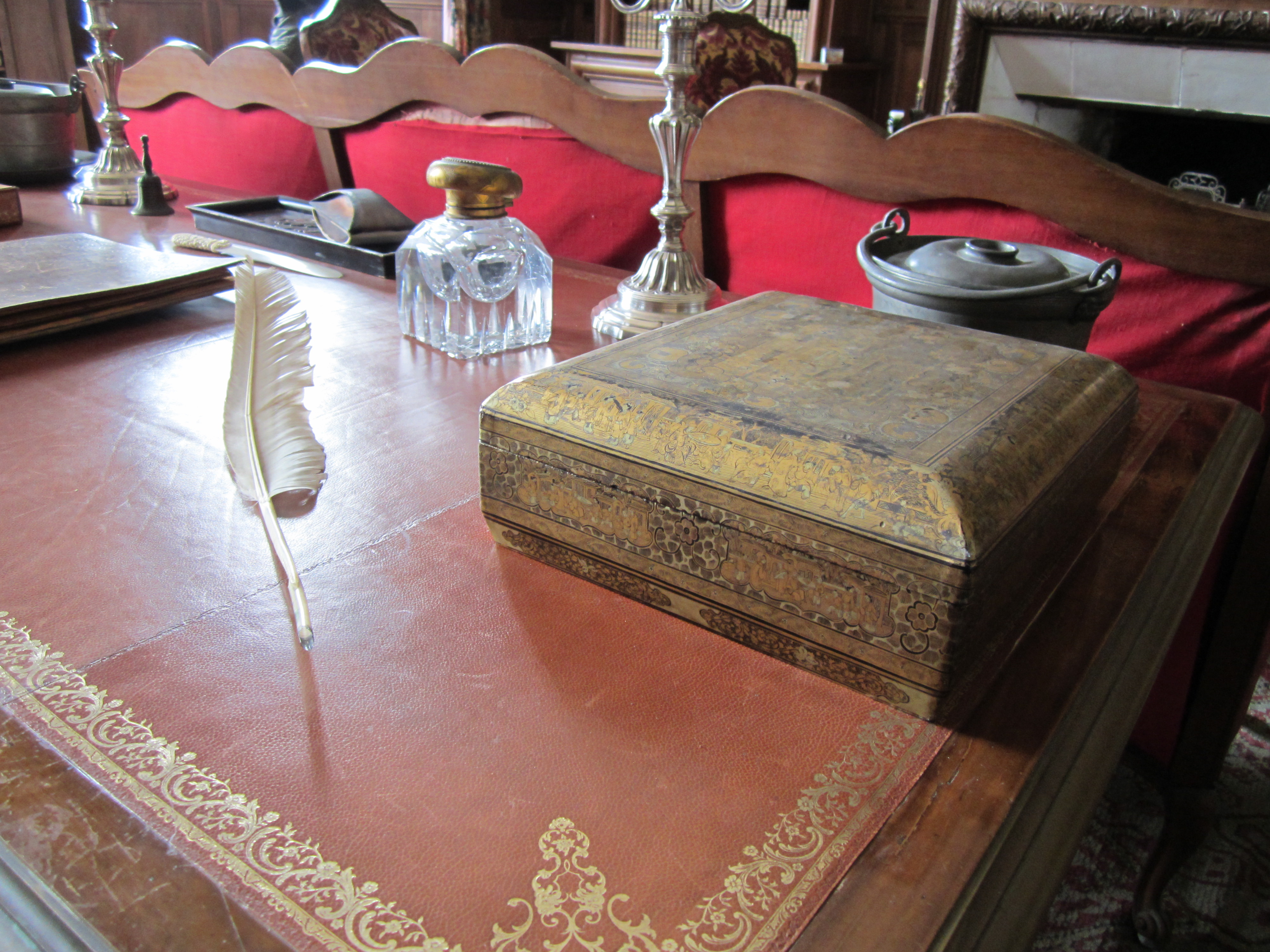
Le bureau d'Alexis de Tocqueville dans le château de Tocqueville.
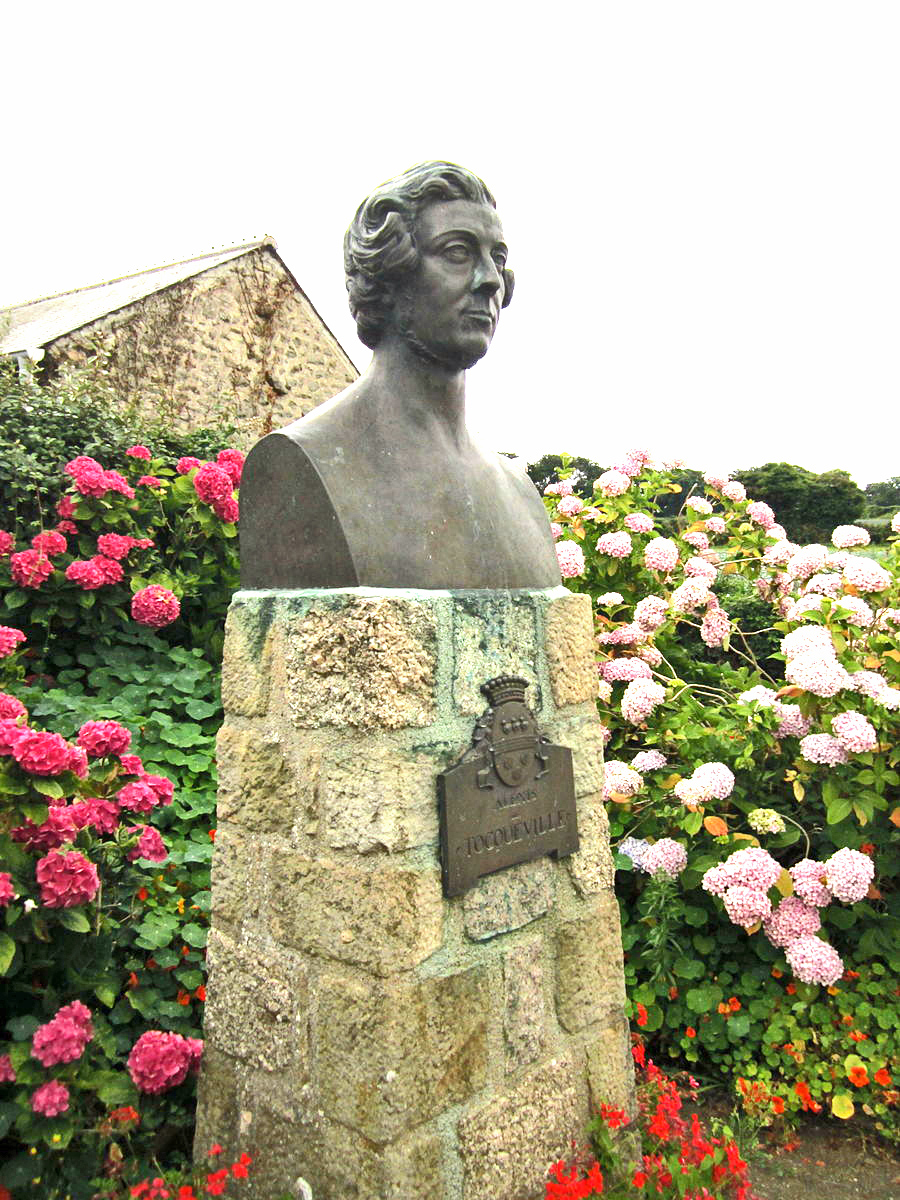
Le buste d'Alexis de Tocqueville.

### Personnalités liées à la commune
- Alexis de Tocqueville (1805-1859), qui se retire dans le château familial en 1851 pour poursuivre son œuvre littéraire.
- Paul Postaire (1915-1962), résistant français, Compagnon de la Libération, né à Tocqueville.